# Boophis boehmei
A Boophis boehmei a kétéltűek (Amphibia) osztályába, a békák (Anura) rendjébe és az aranybékafélék (Mantellidae) családjába tartozó faj. Nevét Wolfgang Böhme német herpetológus tiszteletére kapta.

## Előfordulása
A faj Madagaszkár endemikus faja. A sziget keleti részén, az Andasibe természetvédelémi területtől az Ambohitantely természetvédelmi területig 400–1500 m-es magasságban honos.

## Megjelenése
Kis méretű békafaj, a hímek hossza 25–30 mm, a nőstények 35 mm-nél hosszabbak. Háta barna, keresztirányú csíkozással és apró fekete pettyekkel. Oldalán fehéres foltok találhatók. Hasi oldala krémszínű.